# 松山佳弘
松山 佳弘（まつやま よしひろ、1952年4月6日 - 2019年12月27日）は、東京都板橋区出身で宮城野部屋に所属した元大相撲力士。本名は松山 育夫（まつやま いくお）。181cm、154kg。最高位は東十両筆頭。得意技は突き、押し。

## 経歴
中学校の頃は柔道を習っており、帝京中学校・高等学校では東京都内でも五指に入る強さを見せており、将来を有望視されていた。
1971年1月場所に初土俵。稽古場では強かったものの、本場所で実力を反映し切れなったために苦戦したが、1979年1月場所に東幕下筆頭で7戦全勝で優勝を果たし、翌1979年3月場所に十両昇進。十両でも安定した成績を残し、1981年5月場所には最高位となる東十両筆頭まで番付を上げたが、初日から大不振で肝臓炎に罹って途中休場、幕内昇進の機会を逃してしまった。その後は一度幕下に陥落したが、1982年3月場所に十両に復帰した。1983年3月場所で廃業。2019年12月27日に、内臓疾患のため死去。67歳没。

## エピソード
1982年5月場所は初日から7連敗したが、8日目から7連勝、1951年1月場所の栃錦清隆以来の奇跡の勝ち越しを期待されたが、千秋楽に敗れて7勝8敗と負け越した。

## 主な成績
- 通算成績：334勝319敗10休  勝率.511
- 十両成績：130勝152敗3休  勝率.461
- 現在在位：74場所
- 十両在位：19場所
- 各段優勝
  - 幕下優勝：1回（1979年3月場所）

### 場所別成績
| | 一月場所 初場所（東京） | 三月場所 春場所（大阪） | 五月場所 夏場所（東京） | 七月場所 名古屋場所（愛知） | 九月場所 秋場所（東京） | 十一月場所 九州場所（福岡） |
| --- | ----------------------- | ----------------------- | ----------------------- | --------------------------- | ----------------------- | --------------------------- |
| 1971年 （昭和46年） | （前相撲）              | 西序ノ口筆頭 6–1        | 東序二段40枚目 6–1      | 東三段目66枚目 2–5          | 東序二段15枚目 4–3      | 東三段目76枚目 2–5          |
| 1972年 （昭和47年） | 東序二段16枚目 5–2      | 西三段目56枚目 4–3      | 東三段目47枚目 2–5      | 東三段目64枚目 3–4          | 東三段目71枚目 2–5      | 西序二段10枚目 5–2          |
| 1973年 （昭和48年） | 東三段目49枚目 3–4      | 西三段目59枚目 2–5      | 東三段目79枚目 6–1      | 西三段目38枚目 3–4          | 東三段目49枚目 5–2      | 東三段目21枚目 1–6          |
| 1974年 （昭和49年） | 西三段目51枚目 6–1      | 東三段目15枚目 4–3      | 東三段目4枚目 4–3       | 西幕下56枚目 2–5            | 東三段目16枚目 5–2      | 西幕下51枚目 3–4            |
| 1975年 （昭和50年） | 西三段目4枚目 5–2       | 東幕下45枚目 4–3        | 東幕下36枚目 4–3        | 西幕下30枚目 2–5            | 東幕下52枚目 4–3        | 東幕下42枚目 3–4            |
| 1976年 （昭和51年） | 東幕下54枚目 5–2        | 西幕下34枚目 6–1        | 西幕下12枚目 1–6        | 西幕下37枚目 4–3            | 東幕下30枚目 4–3        | 西幕下21枚目 4–3            |
| 1977年 （昭和52年） | 東幕下15枚目 4–3        | 西幕下10枚目 4–3        | 西幕下8枚目 3–4         | 西幕下13枚目 2–5            | 東幕下32枚目 3–4        | 東幕下40枚目 7–0            |
| 1978年 （昭和53年） | 東幕下5枚目 2–5         | 西幕下20枚目 3–4        | 西幕下26枚目 6–1        | 東幕下10枚目 4–3            | 東幕下7枚目 3–4         | 西幕下13枚目 5–2            |
| 1979年 （昭和54年） | 東幕下6枚目 5–2         | 東幕下筆頭 優勝 7–0     | 西十両8枚目 8–7         | 東十両3枚目 6–9             | 東十両6枚目 7–8         | 東十両10枚目 8–7            |
| 1980年 （昭和55年） | 東十両6枚目 8–7         | 西十両5枚目 7–8         | 東十両9枚目 9–6         | 西十両5枚目 7–8             | 東十両7枚目 7–8         | 西十両7枚目 6–9             |
| 1981年 （昭和56年） | 西十両9枚目 9–6         | 東十両3枚目 8–7         | 東十両筆頭 1–11–3       | 東十両11枚目 4–11           | 東幕下6枚目 3–4         | 東幕下11枚目 5–2            |
| 1982年 （昭和57年） | 東幕下4枚目 5–2         | 東十両13枚目 9–6        | 西十両7枚目 7–8         | 東十両8枚目 7–8             | 東十両10枚目 7–8        | 西十両13枚目 5–10           |
| 1983年 （昭和58年） | 西幕下5枚目 2–5         | 西幕下17枚目 引退 0–0–7 | x                       | x                           | x                       | x                           |
| 各欄の数字は、「勝ち-負け-休場」を示す。 優勝 引退 休場 十両 幕下 三賞：敢=敢闘賞、殊=殊勲賞、技=技能賞 その他：★=金星 番付階級：幕内 - 十両 - 幕下 - 三段目 - 序二段 - 序ノ口 幕内序列：横綱 - 大関 - 関脇 - 小結 - 前頭（「#数字」は各位内の序列） |                         |                         |                         |                             |                         |                             |

## 改名歴
- 松山 育夫（まつやま いくお）1971年1月場所 - 1971年11月場所
- 松葉山 育夫（まつばやま いくお）1972年1月場所 - 1978年1月場所
- 松山 育夫（まつやま いくお）1978年3月場所 - 1979年7月場所
- 松山 佳弘（まつやま よしひろ）1979年9月場所 - 1983年3月場所